# Енгелскирхен
Енгелскирхен (њем. Engelskirchen) општина је у њемачкој савезној држави Северна Рајна-Вестфалија. Једно је од 13 општинских средишта округа Обербергиш. Према процјени из 2010. у општини је живјело 20.164 становника. Посједује регионалну шифру (AGS) 5374008, NUTS (DEA2A) и LOCODE (DE EKI) код.

## Географски и демографски подаци
Енгелскирхен се налази у савезној држави Северна Рајна-Вестфалија у округу Обербергиш. Општина се налази на надморској висини од 124 метра. Површина општине износи 63,1 km². У самом мјесту је, према процјени из 2010. године, живјело 20.164 становника. Просјечна густина становништва износи 320 становника/km².

## Међународна сарадња
| Мјесто | Држава    | Врста сарадње | Од    |
| ------ | --------- | ------------- | ----- |
|        | Француска | партнерство   | 1972. |
| Извор  |           |               |       |